# 1848 (videogioco)
1848 è un videogioco strategico a turni per Microsoft Windows del 2005.
È ambientato nel 1848 nell'Impero austriaco durante i moti della metà del XIX secolo. Il gioco era sponsorizzato dal Ministero dell'Istruzione ungherese e venne pubblicato gratuitamente, ottenendo un successo di oltre 100 000 download in patria.
Nel 2006 uscì For Liberty!, un gioco commerciale basato sullo stesso motore.

## Modalità di gioco
Lo scopo è sconfiggere l'avversario che cambia in base alla scelta della propria fazione:
- P1 Impero austriaco - com Regno d'Ungheria
- P1 Regno d'Ungheria - com Impero austriaco